# Ella Wilks
Ella Wilks, född 24 februari 1985 är en nyzeeländsk skådespelare.
Hon spelade Danni i The Tribe under säsong 2.

## Filmografi
- The Tribe, säsong 2(1999-2000) som Danni
- The Strip - The 'Joy' of Sex som Sala